# Guevaryzm

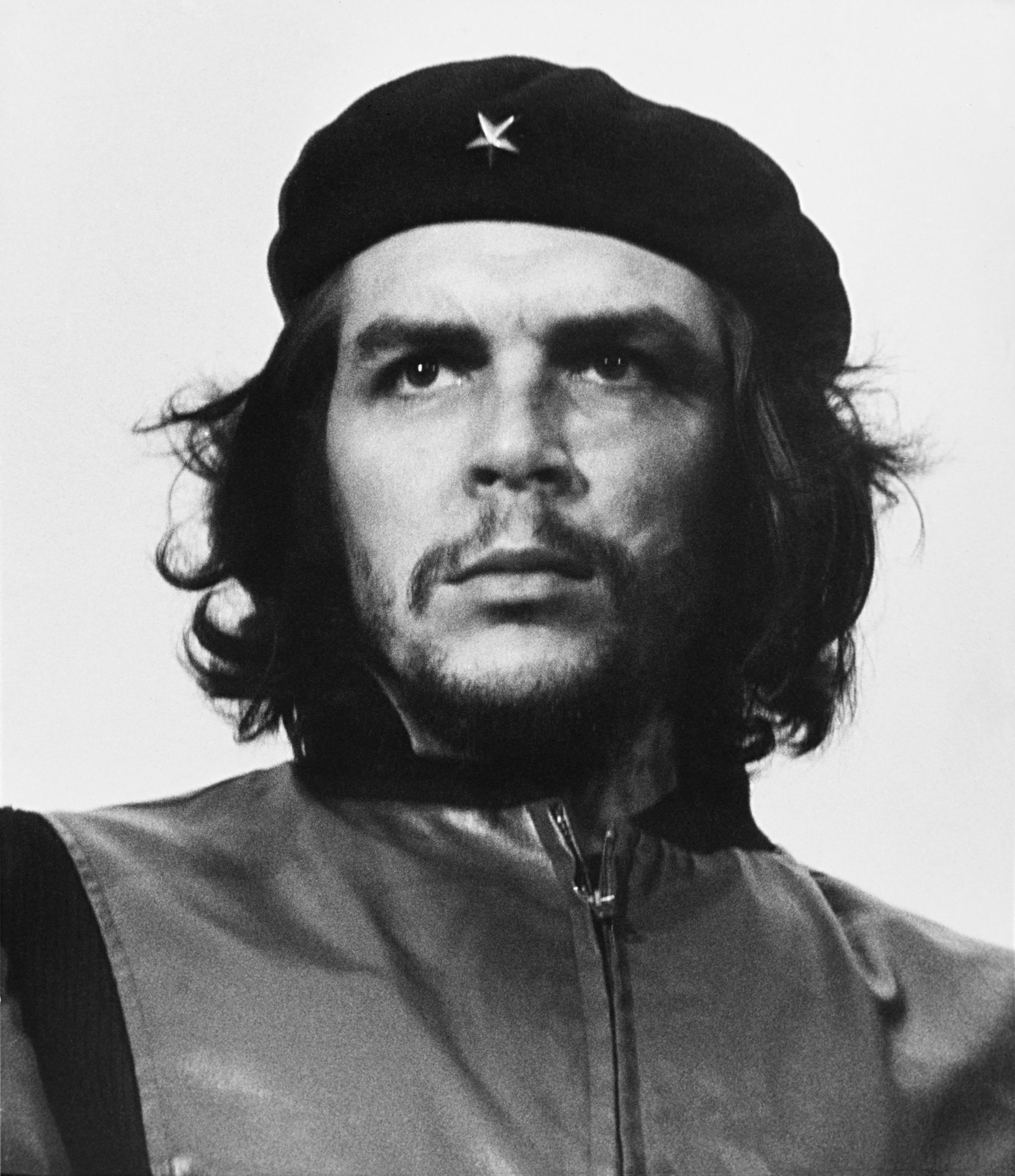
Che Guevara

Guevaryzm (castryzm) – odmiana komunizmu i strategia wojny partyzanckiej stworzona przez Ernesta „Che” Guevarę, jednego z liderów rewolucji kubańskiej o marksistowsko-leninowskich poglądach. Wiele ze swych poglądów zawarł w vademecum La Guerra de Guerrillas, która stała się podstawą dla tysięcy partyzantów w różnych państwach.

## Cechy
- antyimperializm przejawiający się w łączenie haseł wyzwolenia narodowego i społecznego oraz w idei solidarności ciemiężonych narodów;
- preferowanie partyzantki wiejskiej ponad partyzantkę miejską[3];
- uznanie za główną siłę rewolucji nie tylko proletariatu miejskiego, ale przede wszystkim mas chłopskich;
- odrzucenie pokojowej drogi do socjalizmu na rzecz walki zbrojnej typu partyzanckiego; w odróżnieniu jednak od maoistowskiej koncepcji „długotrwałej wojny ludowej”, którą inspirował się Che, guevaryści lansowali strategię tworzenia „ognisk” partyzanckich (foco guerrillero);
- uznanie potrzeby istnienia pewnych warunków, by można było przeprowadzić rewolucję – gdy istniały "obiektywne warunki" dla rewolucji w danym kraju, mała "skupiona" partyzantka jako awangarda mogła stworzyć "subiektywne warunki" i rozpocząć ogólnokrajowe powstanie[4], jednakże warunki nie były konieczne do wybuchu powstania, mogło być tak, że to dopiero powstanie je stworzy[3];
- dopuszczenie wprowadzania komunizmu bez walki – Che stwierdził, że linia ta powinna być pokojowa, ale "bardzo bojowa, bardzo odważna" i że można ją porzucić tylko wtedy, gdy jej orientacja na demokrację przedstawicielską zostanie podważona w populacji[5], dopiero po wyczerpaniu takich środków można rozpocząć walkę zbrojną[6];
- wg Guevary partyzant to nie tylko żołnierz, ale zaangażowany reformator społeczny, który walczy o sprawę, zdyscyplinowany asceta. Partyzant powinien dawać przykład, który zainspiruje naśladowców, budując solidarność z chłopstwem: Guevara pisał, że chłopu trzeba zawsze pomagać technicznie, ekonomicznie, moralnie i kulturowo. Partyzanta uważał za "anioła przewodnika" dla chłopstwa[7].

## Ugrupowania
Do ugrupowań guevarystowskich zaliczały się (oprócz kubańskiego Ruchu 26 Lipca) m.in. Sandinowski Front Wyzwolenia Narodowego w Nikaragui, Armia Wyzwolenia Narodowego w Boliwii, Armia Wyzwolenia Narodowego w Kolumbii, Armia Wyzwolenia Narodowego w Peru, Powstańcze Siły Zbrojne w Gwatemali, Ruch Lewicy Rewolucyjnej w Wenezueli, Erytrejski Ludowy Front Wyzwolenia w Etiopii.

## Krytyka
Oprócz prawicowej krytyki, Guevaryzm został skrytykowany z perspektywy rewolucyjnego anarchizmu przez Abrahama Guilléna, jednego z czołowych taktyków miejskiej partyzantki w Urugwaju i Brazylii i weterana hiszpańskiej wojny domowej. Guillén twierdził, że miasta są lepszym terenem dla partyzantki niż wieś. Krytykował guevarystyczne ruchy narodowowyzwoleńcze (takie jak urugwajscy Tupamaros, jedna z wielu grup, którym pomagał jako doradca wojskowy).